# Alyn Ware

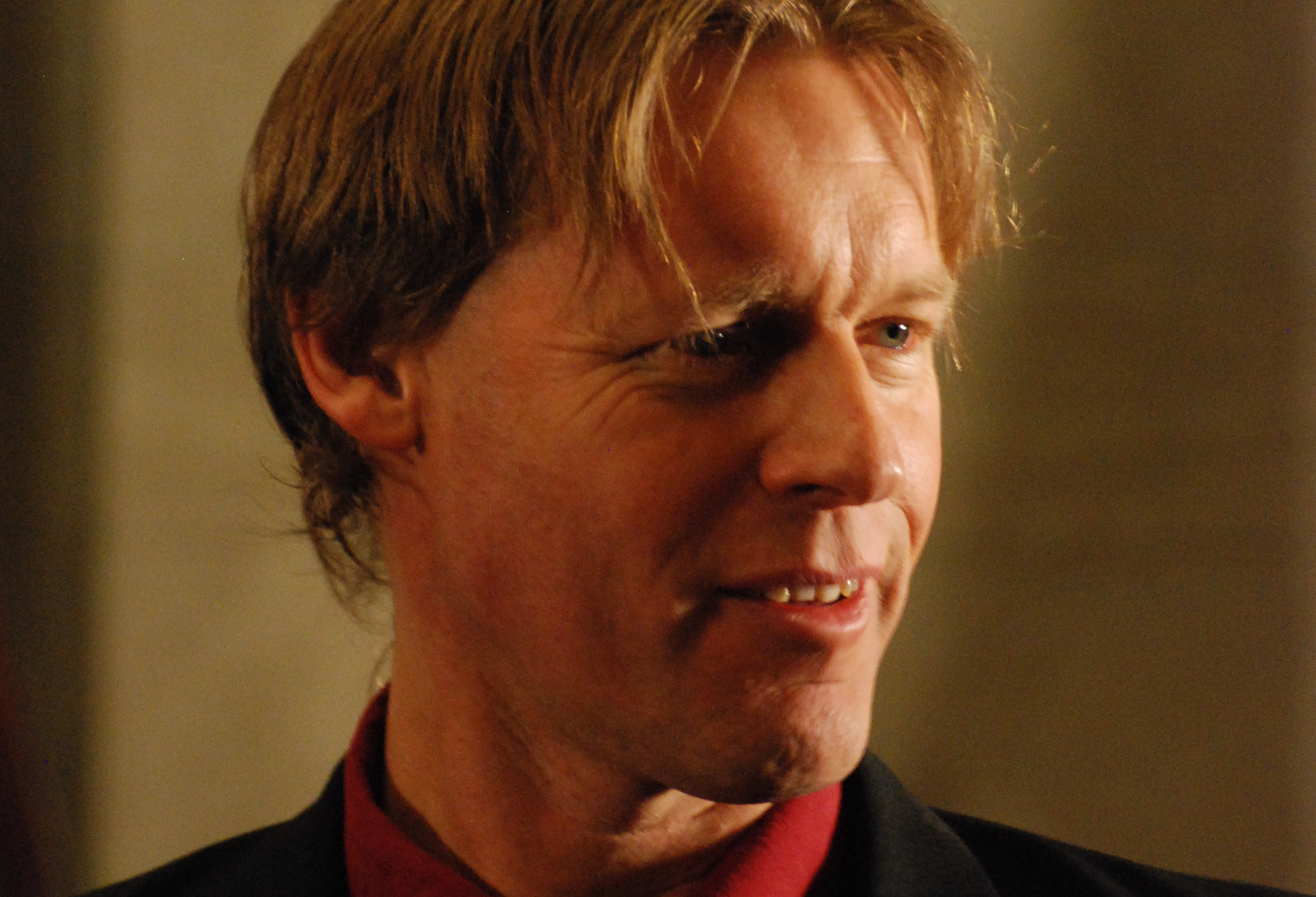
Alyn Ware

Alyn Ware (* 1962 in Tauranga, Neuseeland) ist ein neuseeländischer Pazifist und Friedensaktivist. Er ist Träger des Right Livelihood Award.

## Leben
Ware schlug eine pädagogische Laufbahn nach Beendigung seiner Schulzeit ein und ließ sich als Volksschullehrer ausbilden. Er arbeitete in einem Kindergarten und ließ schon damals pazifistische Merkmale erkennen. In den 1980er Jahren gründete er die Mobile Peace Van Society, die sich der pazifistischen Erziehung von Kindern verschrieb, und bereiste sein Heimatland, um an zahlreichen Kindergärten und Schulen über den Grund und die Vorzüge des Friedens zu dozieren. 1987 beteiligte sich Ware an einer großen Demonstration in seinem Heimatland, die sich zum Ziel gesetzt hatte, dass Neuseeland auch in Zukunft ein atomwaffenfreies Gebiet bleibt.
In den 1990er Jahren lebte Ware in New York und arbeitete dort für das Gulf Peace Team mit der Absicht, den Golfkrieg zu verhindern, was ihm jedoch nicht gelang. Auch für die Vereinten Nationen war Ware in dieser Zeit tätig, er beteiligte sich beispielsweise an der Schaffung eines internationalen Gerichtshofes.
Zwischen 1992 und 1999 fungierte Ware als Vorsitzender der Lawyers Committee on Nuclear Policy, einer US-amerikanischen Gesellschaft, die sich gegen die Nutzung von Atomwaffen wandte. Ware leistete einen wichtigen Beitrag zu mehreren UN-Resolutionen, in denen die Völkerrechtswidrigkeit von Atomwaffen untersucht werden sollte. Es wurde beschlossen, dass die Nutzung von Atomwaffen in der Tat gegen die Völkerrechte stünde, was zur Folge hatte, dass die Staaten mit Atomwaffen Waffen dieser Art abzurüsten hatten.
Schon ein Jahr vor diesem Beschluss gründete Ware eine Gesellschaft, Abolition 2000, die eine allgemeine Abschaffung von Atomwaffen bewirken wollte. Das Projekt war in den ersten Jahren von Erfolg gekrönt und verfügte schon schnell über mehr als 2000 Tochtergesellschaften weltweit. 2009 wurde eine Gesetzesvorlage von der UN-Versammlung mit großer Mehrheit verabschiedet.
Er ist Ratsmitglied im World Future Council und Berater des Präsidiums der International Association of Lawyers against Nuclear Arms.

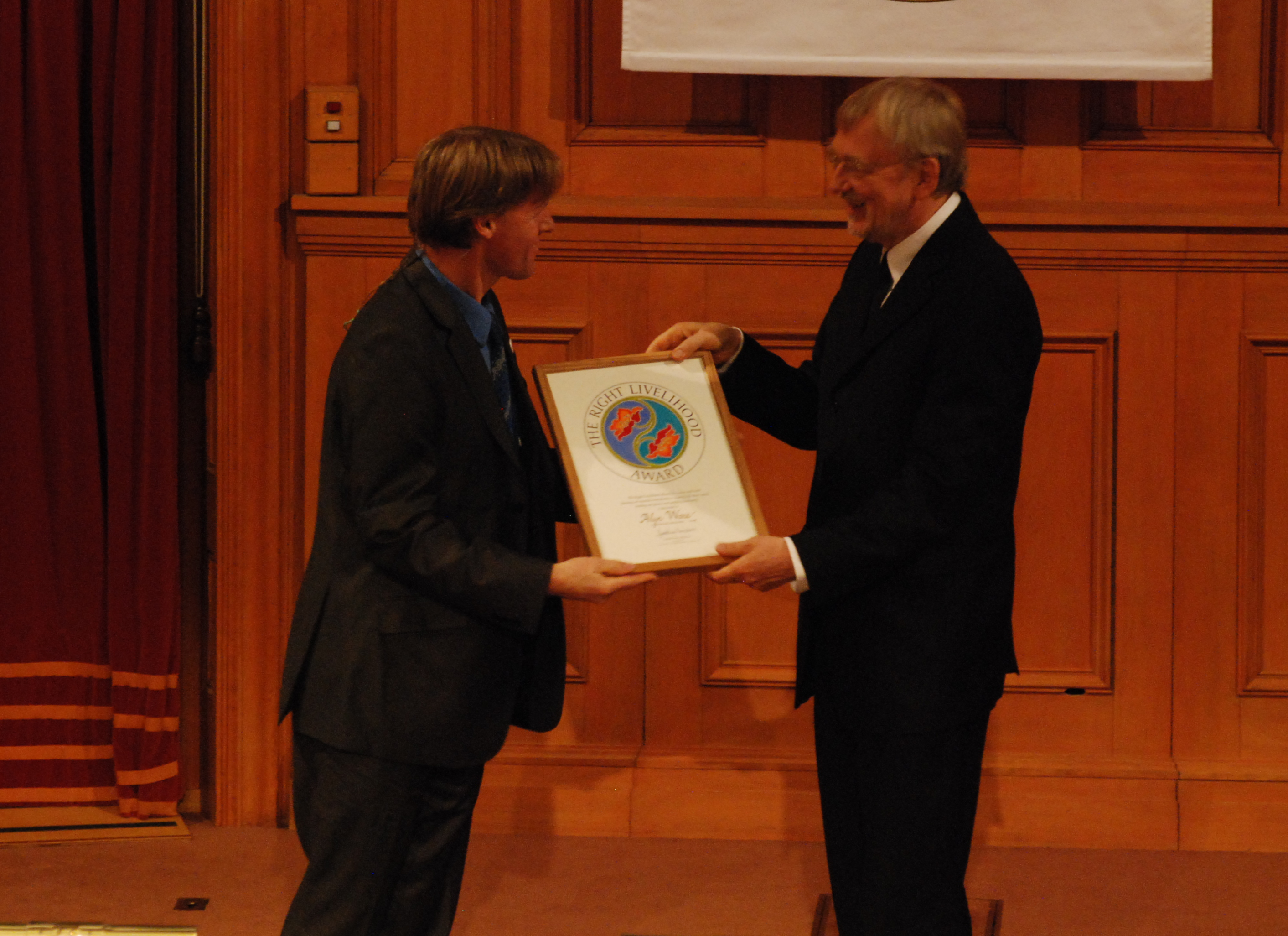
Alyn Ware erhält den Right Livelihood Award durch Jakob von Uexküll

2009 wurde Ware mit dem Right Livelihood Award ausgezeichnet, der inoffiziell auch als alternativer Nobelpreis tituliert wird. Die Begründung des Komitees, das sich für ihn entschied, lautete unter anderem, dass er sich zwei Jahrzehnte lang für eine atomwaffenfreie Welt starkgemacht habe.

## Auszeichnungen
- 2009: Right Livelihood Award